# Старі Гайни
Старі Га́йни (рос. Старые Гайны) — присілок у складі Сюмсинського району Удмуртії, Росія.
Населення — 15 осіб (2010; 42 в 2002).
Національний склад (2002):
- удмурти — 95 %

## Урбаноніми[3]
- вулиці — Колгоспна